# Sepideh
Sepideh (persisch سپیده) ist ein weiblicher Vorname aus dem Persischen. Der Name bedeutet ‚Morgendämmerung‘ und leitet sich von sepid / سپید /‚weiß‘ ab.

## Bekannte Namensträgerinnen
- Sepideh Farsi (* 1965), iranische Regisseurin
- Sepideh Moafi (* 1985), iranisch-US-amerikanische Schauspielerin
- Sepideh Shamlou (* 1968), iranische Schriftstellerin